# Walla!
Walla! (ивр. וואלה‎; с 2015 до 2021 года — «Walla! NEWS») — израильский новостной портал, содержащий, среди прочего, новости, поиск (по лицензии от Google) и электронную почту. Walla! считается одним из первых и одним из самых популярных веб-сайтов в Израиле. Через Walla! Communications Ltd принадлежит израильскому медиабизнесмену Эли Азуру, владельцу газет The Jerusalem Post и «Маарив». Согласно различным рейтингам по трафику, является одним из самых популярных сайтов в Израиле в течение многих лет.

## Сервисы
Кроме собственно новостей (Walla!News), сайт поддерживает услуги электронной почты и поисковую систему, а также тематические каналы (культура, спорт, компьютеры, автомобили, мода, здоровье, туризм и так далее).
Ранее Walla! поддерживала бесплатную энциклопедию Walla!pedia — статический клон Википедии.

## Редакционная политика
Издание обвиняют в предвзятом освещении в пользу премьер-министра Биньямина Нетаньяху; его сотрудники вызваны в качестве свидетелей по «делу 4000», одному из процессов о коррупции с участием Нетаньяху.